# NGC 1856
NGC 1856 ist ein junger, massereicher Sternhaufen (ähnlich einem Kugelsternhaufen, blue globular cluster) in der Großen Magellanschen Wolke im Sternbild Dorado. Sein Alter wird auf rund 80 Millionen Jahre geschätzt. Das Objekt wurde am 24. September 1826 von James Dunlop mit einem 9-Zoll-Reflektor entdeckt.